# 國民政府軍事委員會禮堂舊址
國民政府軍事委員會禮堂舊址位於重慶市市中區解放東路66號重慶日報社內，文物遺址年代為中國抗日戰爭期間，1987年1月23日列為重慶市第二批市級文物保護單位初定名單。1992年3月19日列為重慶市第二批市級文物保護單位。2009年12月15日列为第二批重庆市文物保护单位。